# 尚济
尚济（1921年—2016年），男，直隶（今河北）行唐人，中国武术家、武术理论家，师从马礼堂（郭云深再传弟子），曾就读于清华大学，西安公路交通大学（今长安大学）力学系教授，擅长形意拳。

## 争议
2020年11月，曾向他学习形意拳的马保国在网络上走红之后，尚济也被媒体指称其作品《养气功精华录》、《气功大全》、《形意拳技击术》等是民间科学。